# 72 (عدد)
72 (اثنان وسبعون) هو عدد طبيعي يلي العدد 71 ويسبق العدد 73.